# Veterná priepasť
Veterná priepasť (też: Veľká veterná priepasť) – jaskinia krasowa w Krasie Słowacko-Węgierskim, w południowo-wschodniej Słowacji. Z głębokością 120 m jest jedną z głębszych jaskiń tego regionu.

## Położenie
Jaskinia znajduje się w zboczach Drieňovca (804 m n.p.m.), stanowiącego wysunięty na północ, izolowany masyw płaskowyżu Horný vrch. Otwór wejściowy leży na wysokości 720 m n.p.m. w podszczytowych partiach góry, w jej południowo-wschodnim stoku, niespełna 1 km na zachód od centrum wsi Kováčová (Powiat Rożniawa).

## Charakterystyka
Jaskinia o rozwinięciu pionowym, powstała w budujących cały zrąb Drieňovca rafowych i lagunarnych wapieniach tzw. dachsteinskich, pochodzących z młodszego triasu (noryk, retyk). Jej wielki otwór o rozmiarach 35 x 10 m znajduje się w wydłużonej depresji leja krasowego. Jaskinia rozwinęła się wzdłuż lokalnego złomu tektonicznego w formie ciągu studni, zaklinowanymi blokami skalnymi porozdzielanej na 6 pięter.
Hydrograficznie jaskinia łączy się ze położonym znacznie niżej (ok. 450 m n.p.m.), w Kováčovej w dolinie Čremošnej, źródłem krasowym, znanym jako Kováčovská vyvieračka.

## Ochrona
Jaskinia znajduje się w granicach Parku Narodowego Kras Słowacki. Dodatkowo górne partie masywu Drieňovca, w których ona się znajduje, chronione są w rezerwacie przyrody Drieňovec. Jaskinia nie jest udostępniona do zwiedzania.